# Obycz
Obycz (788 m n.p.m.) - szczyt w zachodniej części Beskidu Niskiego, w tzw. Górach Hańczowskich.
Leży w głównym grzbiecie Karpat, ok. 800 m na południowy zachód od Przełęczy Regetowskiej i ok. 4,5 km na wschód od miejscowości Wysowa-Zdrój. Przez szczyt przebiega granica państwowa polsko-słowacka. W szczycie Obycza główny grzbiet karpacki (a wraz z nim granica) zagina się pod kątem prostym na kształt rozwartej litery "V". Jej wierzchołek jest skierowany na południe. Prawe ramię opada w kierunku północno-wschodnim ku Przełęczy Regetowskiej. W przedłużeniu lewego ramienia w kierunku północno-zachodnim od głównego grzbietu odgałęzia się długie i wąskie ramię górskie, które przez Kozie Żebro i Polanę schodzi w widły Ropy i Zdyni.